# Eberhardsbrücke

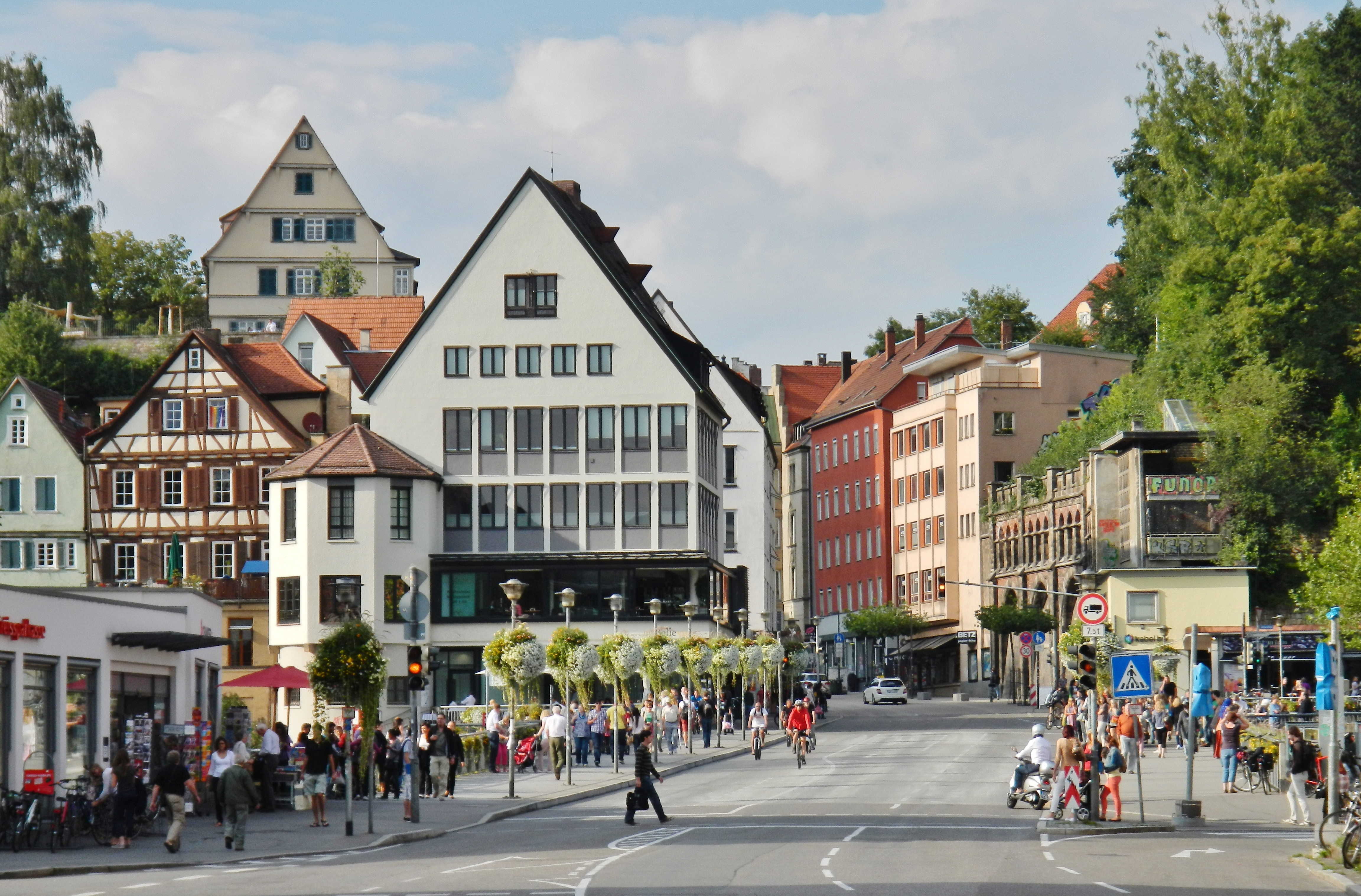
Die Eberhardsbrücke

Die Eberhardsbrücke, auch bekannt unter dem Namen Neckarbrücke, überspannt in Tübingen den Neckar am östlichen Ende der Platanenallee. Beide Bögen zusammen sind 81 m lang und 13,7 m breit. Die Fahrbahn ist dreispurig. Die Bürgersteige sind wegen der vielen Fußgänger und der Bushaltestellen auf beiden Seiten extra breit (über 2,5 m).

## Lage

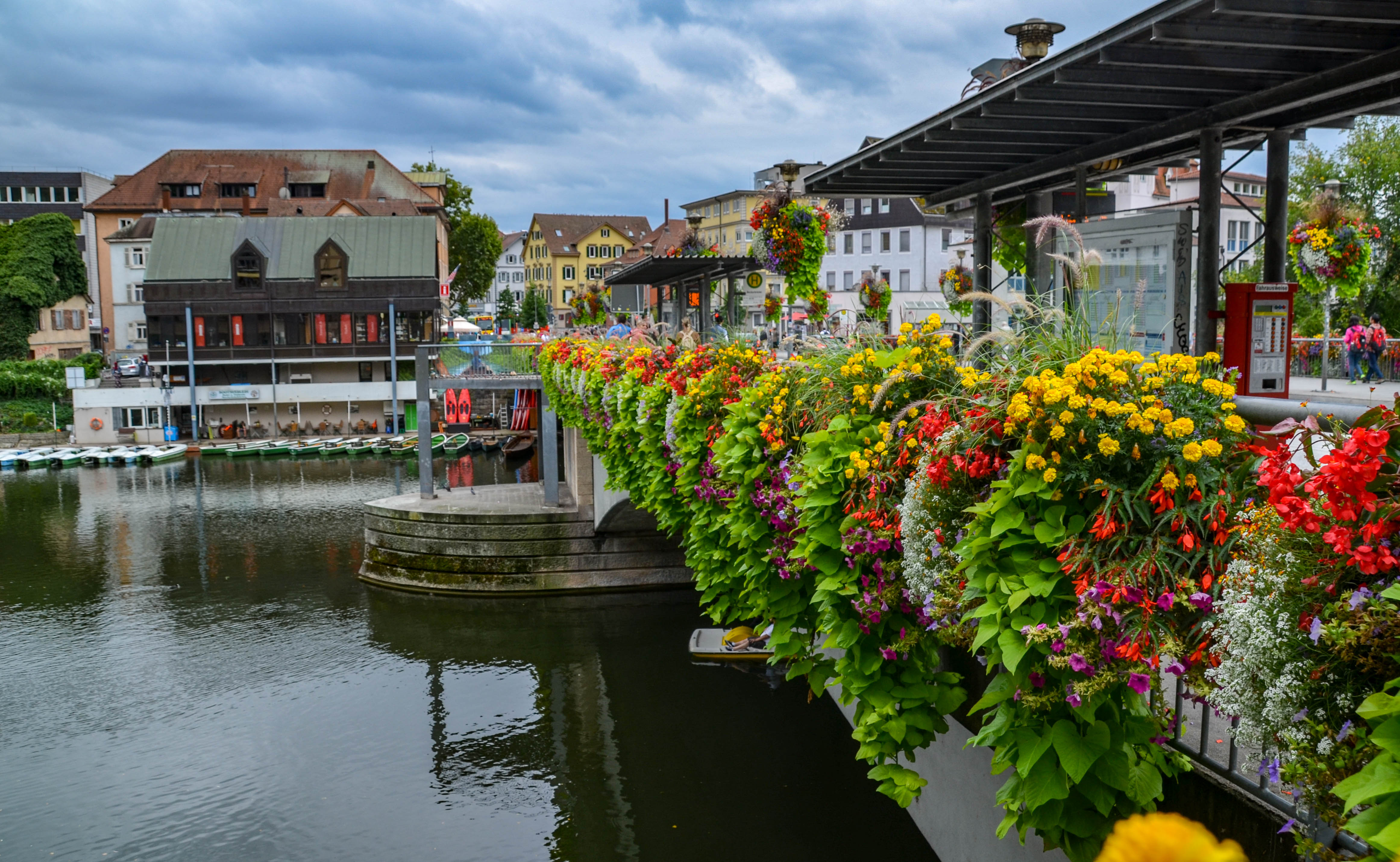
Städtischer Blumenschmuck an der Brücke

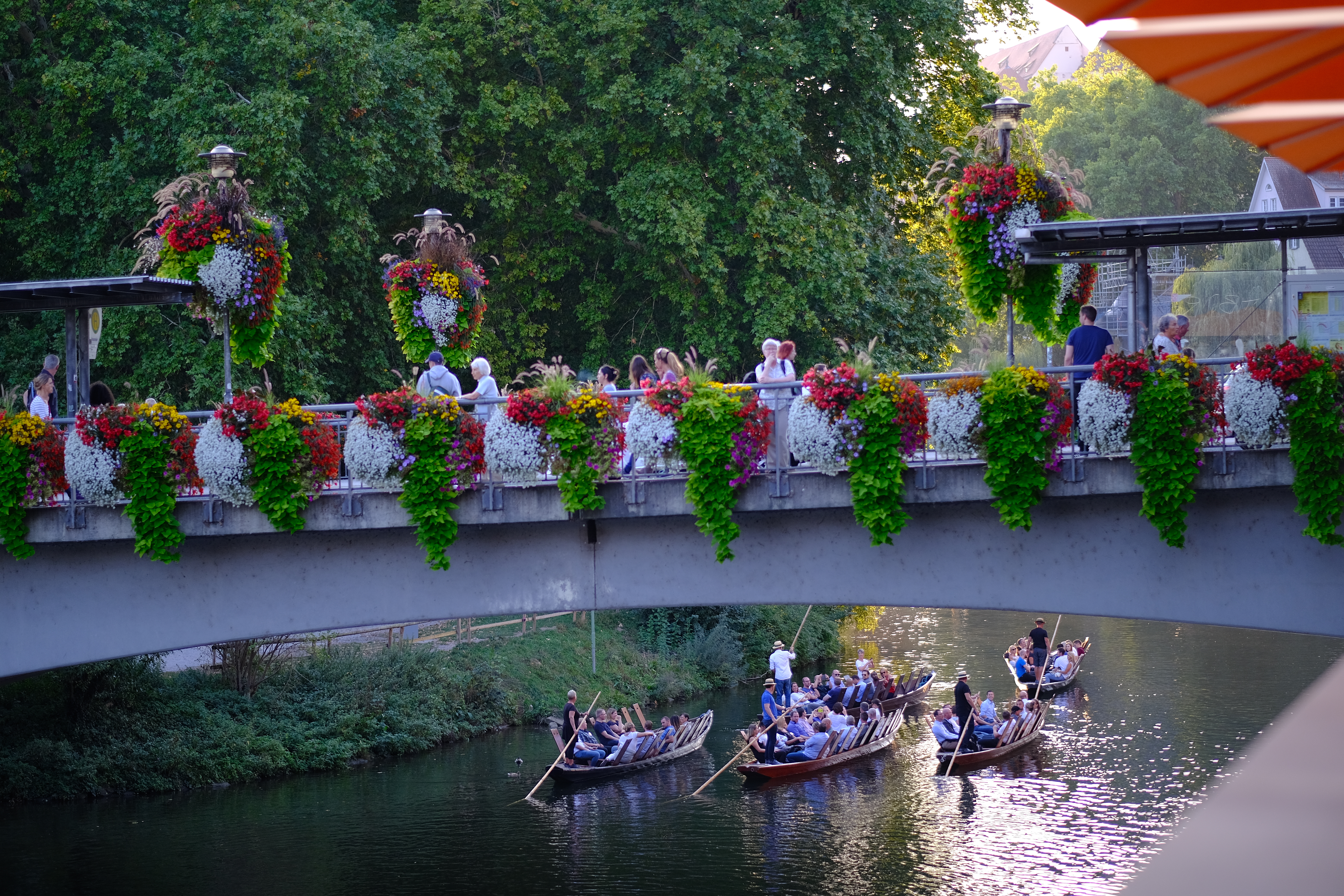
Die Eberhardsbrücke verbindet Innenstadt und Südstadt

Die Karlstraße führt von Süden, die Mühlstraße von Norden auf diese Brücke. Am nördlichen Brückenende münden von der Altstadt her die Neckargasse und von Osten her die Gartenstraße ein. Hier stand auch das ehemalige Stadttor Neckartor. Am südlichen Brückenende zweigen die Wöhrdstraße in östlicher Richtung und die Uhlandstraße in westlicher Richtung ab.
Früher war sie die einzige Brücke über den Neckar innerhalb des Stadtgebietes, daher der umgangssprachliche Name Neckarbrücke. Über diese Brücke verlaufen die meisten Buslinien, und es gibt auf ihr auch die gut frequentierte Bushaltestelle Neckarbrücke. Vor dem Bau der Umgehungsstraßen und vor der Sperrung der Mühlstraße in beide Richtungen für den Individualverkehr (mit Ausnahme von Kleinkrafträdern) war sie die meist genutzte Brücke über den Neckar im Kreis Tübingen.
Auf der südlichen Brückenseite ist das Tagblatt-Eck und das Tourismus-Büro des Bürger- und Verkehrsvereins. Am nördlichen Ende liegen die Gasthausbrauerei Neckarmüller mit Biergarten, einige Schnellrestaurants und im Eckhaus am Neckartor das China-Restaurant Sanbao (zuvor Bellevue Restaurant-Café).
Weitere Innenstadt-Brücken über den Neckar sind die Alleenbrücke und die Neckarbrücke der Ammertalbahn. Am Uhland-Denkmal gibt es den Indianersteg für Fußgänger über einen der beiden Flussarme auf die Neckarinsel. In der Nähe des Freibads führt eine weitere Fußgängerbrücke vom Uferweg zur Ernst-Bloch-Straße.

## Name
Der Name verweist auf Graf Eberhard im Bart, den Universitätsgründer, vielbesungenen Württemberger Grafen und späteren Herzog.

## Geschichte

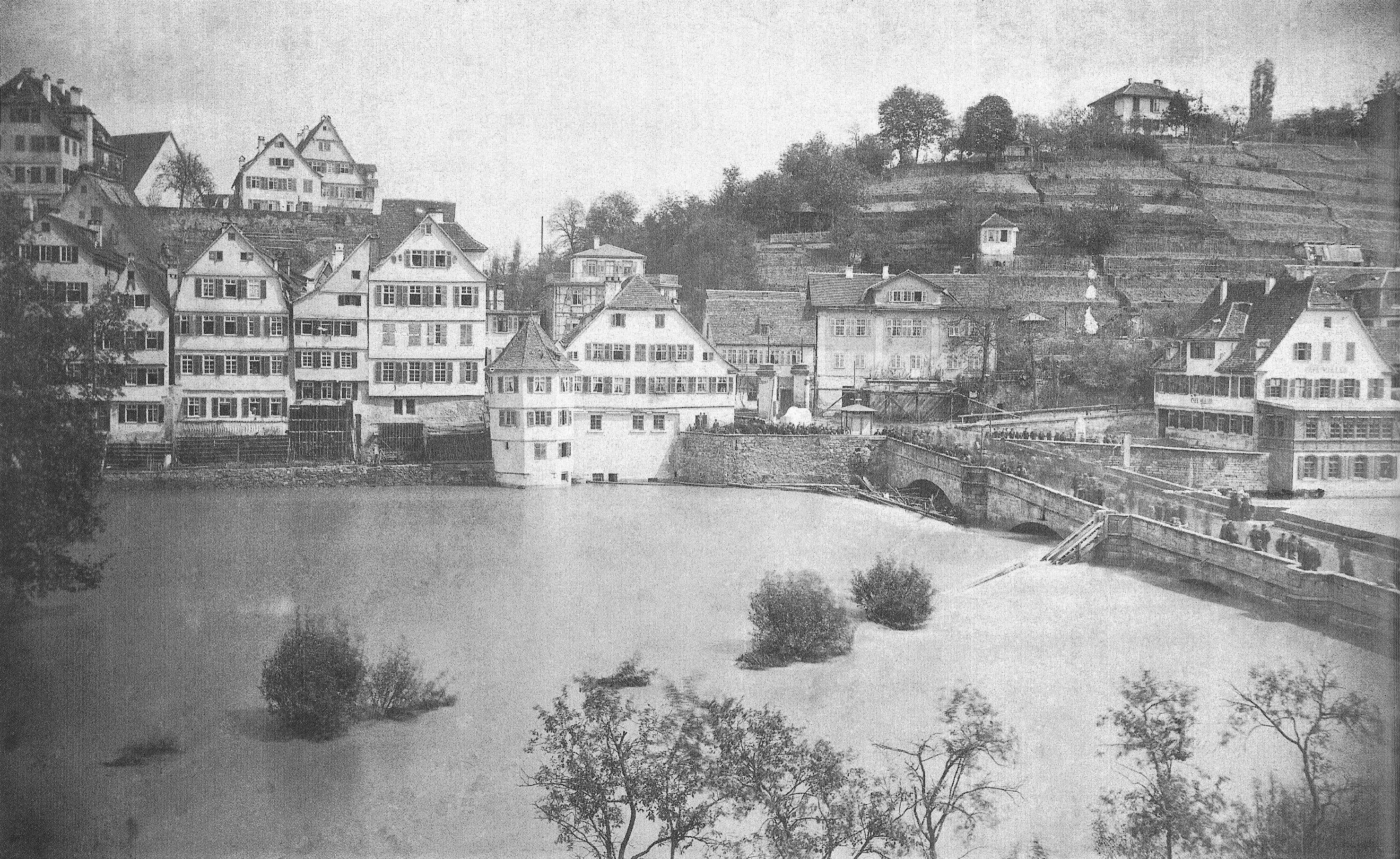
Neckarüberschwemmung an der alten Brücke, 1872

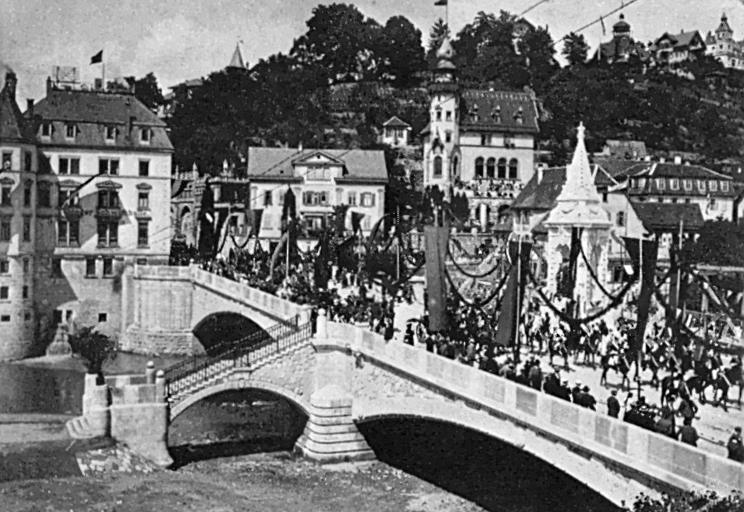
Einweihung der neuen Eberhardsbrücke, 1901

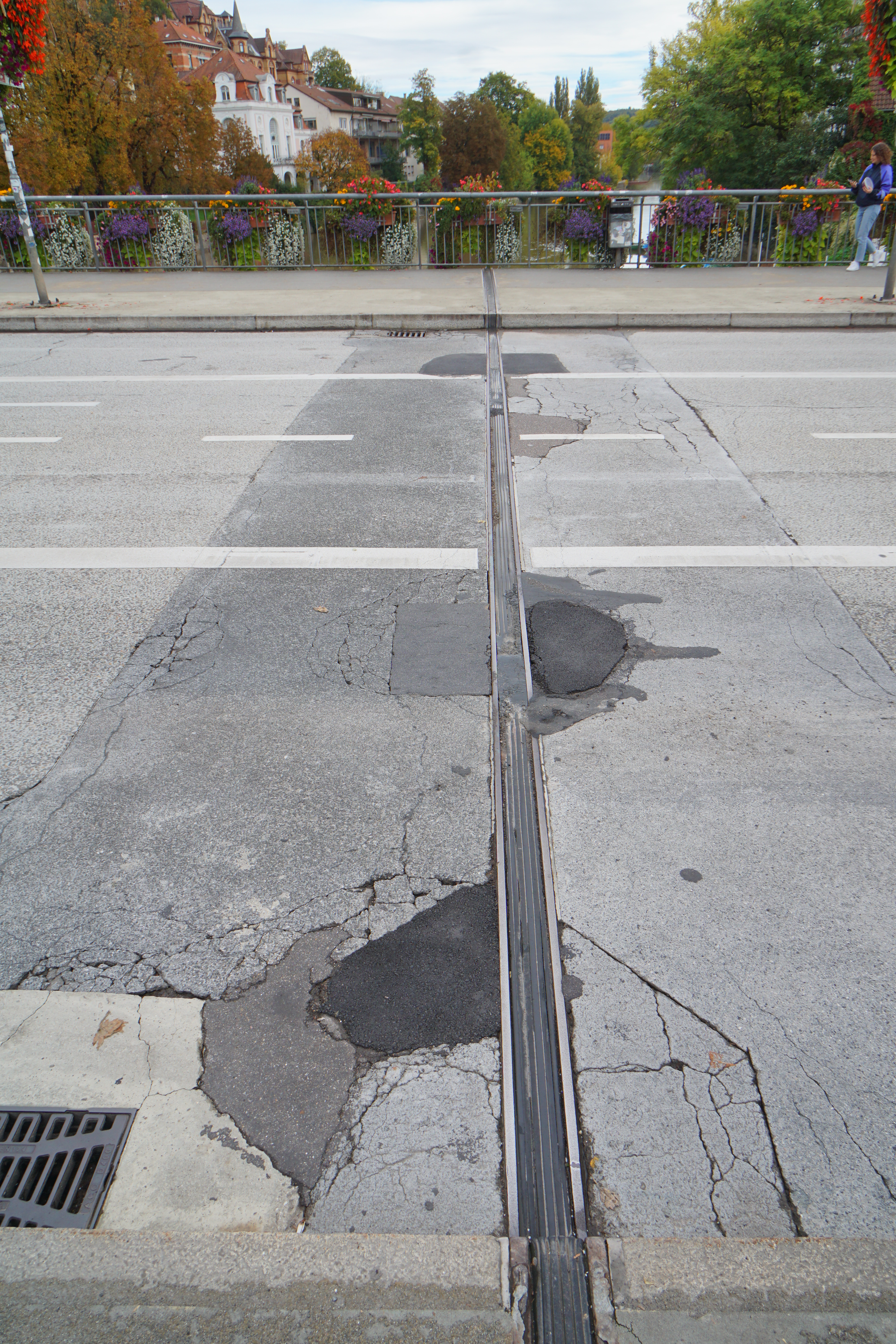
Fahrbahnbelag mit zahlreichen Flickstellen 2024

Es gab zwei verschiedene feste Brücken über den Neckar an dieser Stelle:
- Eine erste Steinbrücke mit fünf Bögen wurde 1482 (1485) bis 1489 mit einem Aufwand von 8000 fl erbaut. Der Schlussstein, am 29. September 1489 gesetzt, ist jetzt neben dem Ammereinfluss eingemauert.[2] Sie wurde 1899 abgerissen.
- Nach den Plänen des Regierungsbaumeisters Karl von Leibbrand und Heinrich Halmhuber[3] wurde eine neue Brücke mit zwei Bögen und Bruchsteinverkleidung aus Dettenhäuser Sandstein[3] gebaut und am 27. Juli 1901[4] eröffnet. Die Breite betrug 13,70 m und der Kern ist aus dem damals modernen Stampfbeton hergestellt[3].
- Das Eberhard-Denkmal wurde erst zwei Jahre später fertiggestellt und am 19. Mai 1903 in Gegenwart des württembergischen Königspaares durch Staatsminister von Pischek feierlich enthüllt.[5]
- 1942 wurde das bronzierte Eberhard-Denkmal, wie so manche Glocke aus den Tübinger Kirchen, als damals übliche Spende für die Waffenproduktion unwiederbringlich eingeschmolzen. Ein Foto vom Abriss des Standbildes liegt im Stadtarchiv und wurde ca. 2005/2006 im Schwäbischen Tagblatt veröffentlicht. Bei einem Luftangriff am 15. März 1944 wurde das Steintürmchen, in dessen Erker die Statue vormals stand, stark beschädigt.
- Beim Abzug der Wehrmacht vor den nahenden Alliierten im April 1945 sollte die Brücke gesprengt werden und war schon mit Sprengstoff versehen. Die Brücke wurde nur deshalb nicht gesprengt, weil der beherzte Wirt des Hotels zum Goldenen Ochsen die Sprengmannschaft mit einem schwäbischen Vesper im entscheidenden Augenblick ablenkte, bis die Franzosen in der Stadt waren. Zu diesem Zeitpunkt waren die Alleenbrücke, die Lustnauer Neckarbrücke, die Neckarbrücke der Ammertalbahn und der Indianersteg schon zerstört. Es gab also nur noch diese eine Brücke über den Neckar für Fahrzeuge.[6]
- 1950 wurde im Gemeinderat über einen Neubau einer Neckarbrücke verhandelt, da die alte Brücke zu schmal war. Nach längeren Diskussionen über die Notwendigkeit[7], wurde die alte Brücke 1951 verbreitert.[8] Diese Verbreiterung ist an der auf dem westlichen Bürgersteig zu sehenden Längsdehnfuge auch von oben erkennbar. Der verbliebene Rest des Steintürmchens wurde komplett abgerissen. Gleichzeitig wurde auch die Brüstungsmauern aus behauenen Steinen abgetragen und durch ein Stahlgeländer ersetzt.
- Im November 1993 wurde die Brücke saniert und erhielt eine Aussichtsplattform an der Stelle, wo bei der Vorgängerbrücke das Graf Eberhard-Denkmal stand.[9] Der ursprüngliche 1951 betonierte Treppenabgang zur Platanenallee wurde später wegen Baufälligkeit durch eine Stahlkonstruktion ersetzt.
- Die Fahrbahn wird durch anfahrende Busse in kurzem Abstand stark beansprucht. 2009 wurde eine komplette Erneuerung der Beläge erforderlich, wofür man nun angeblich haltbarere Materialien verwendete. Der Belag wies aber bereits ab 2011 an den Dehnfugen in Fahrtrichtung Mühlstraße erhebliche Schäden auf, die „geflickt“ werden mussten.
- 2015 wurde die Brücke wegen notwendiger Reparaturen am Fahrbahnbelag und an Dehnfugen und Gullys im Sommer gesperrt.

## Wissenswertes
- Die Eberhardsbrücke ist der beste Aussichtspunkt, um die Tübinger Schokoladenseite, die Neckarfront, zu genießen.
- Einer der ersten zwölf Zebrastreifen in Tübingen wurde auf dem Südende der Brücke auf Höhe der heutigen Ampel beim Verkehrsverein im Juli 1955 angebracht.[10]
- Die Laternen sind im Sommerhalbjahr mit kräftig blühenden Blumenkörben in drei Metern Höhe geschmückt.
- In schneereichen kalten Wintern sammeln sich hier manchmal die Döbel unter der Brücke. Diese Fisch-Schwärme sind der Auslöser für einige Gôgen-Witze.
- Die Brücke wird in viele Veranstaltungen einbezogen, beispielsweise beim Stadtlauf und dem Stocherkahnrennen.